# Allée Pierre-Lazareff
Ne doit pas être confondu avec Place Pierre-Lazareff.
L'allée Pierre-Lazareff est une voie du 2e arrondissement de Paris.

## Situation et accès
L'allée Pierre-Lazareff, située dans le quartier Bonne-Nouvelle, est une voie de liaison, qui ne comporte aucun numéro, positionnée du côté impair de la rue Réaumur entre la rue Saint-Denis et la rue des Petits-Carreaux. 
Elle est desservie à proximité par la ligne 3 aux stations Sentier et Réaumur-Sébastopol.

## Origine du nom
Elle porte le nom du journaliste et patron de presse Pierre Lazareff (16 avril 1907 – 24 avril 1972) en raison de la proximité historique du journal France-Soir qu'il dirigea de nombreuses années.

## Historique
La voie est créée en 1994 sur l'espace de la rue Réaumur, et est bordée par la place éponyme, lors de la restructuration du quartier Montorgueil-Saint-Denis.

## Bâtiments remarquables et lieux de mémoire
- Square Pierre-Lazareff avec un pigeonnier contraceptif

## Pour approfondir